# 雨宮慧
雨宮 慧（あめみや さとし、1943年9月14日 - ）は、日本の聖書学者、カトリック東京教区司祭。上智大学名誉教授。

## 略歴
東京都出身。1983年教皇庁立聖書研究所卒。上智大学神学部助教授、1997年教授。2020年退任。
財団法人真生会館聖書センター責任者。大学では主に旧約聖書を教え、 ヘブライ語を駆使した講義を行っている。

## 著書
- 『旧約聖書のこころ』正・続（女子パウロ会） 1989年 - 1991年
- 『主日の福音 A年』（オリエンス宗教研究所） 1989年
- 『主日の福音 B年』（オリエンス宗教研究所） 1990年
- 『主日の福音 C年』（オリエンス宗教研究所） 1991年
- 『呼びかける声 イエスに出会った人々』（聖公会出版） 1995年
- 『旧約聖書の預言者たち』（NHKライブラリー） 1997年
- 『小石のひびき 主日福音のキーワード A年』（女子パウロ会） 1998年
- 『小石のひびき 主日福音のキーワード B年』（女子パウロ会） 1999年
- 『小石のひびき 主日福音のキーワード C年』（女子パウロ会） 2000年
- 『旧約聖書を語る』上・下（NHKシリーズ） 2004年
- 『旧約聖書を読み解く』（NHKライブラリー） 2006年
- 『主日の聖書解説 A年』（教友社） 2007年
- 『主日の聖書解説 B年』（教友社） 2008年
- 『主日の聖書解説 C年』（教友社） 2009年
- 『図解雑学「旧約聖書」』（ナツメ社） 2009年
- 『聖書に聞く』（オリエンス宗教研究所） 2009年